# Archieven en Museum van Moderne Architectuur
Het Archieven en Museum van Moderne Architectuur (Frans: Archives et Musée d'Architecture Moderne) zijn gevestigd in Elsene in het Brussels Hoofdstedelijk Gewest. Sinds 2013 bevindt het museum zich op de begane grond van een gebouw waarin ook CIVA is gevestigd.
Enerzijds heeft het een museaal doel met de vertoning van allerlei voorbeelden uit de Belgische architectuur. Anderzijds dient het als documentatiecentrum voor studie en onderzoek. Het museum is ontstaan uit de archieven van de Archives d'architecture moderne (AAM) en de Galerie van de Fondation pour l'Architecture.

## Geschiedenis
In 1968 werd Archives d'architecture moderne (AAM) opgericht door enkele architecten die een debat op gang wilden brengen over architectuur en stedenbouw. Het was de bedoeling om bestaande gebouwen te verbeteren en daarnaast documenten over de architectonische nalatenschap in België te verzamelen en te archiveren. Om dit doel te bereiken werden exposities georganiseerd en onderzoeken uitgevoerd.
AAM legde een bibliotheek aan waarin rond 30.000 werken werden verzameld. Daarnaast werd er een documentatiecentrum en een fototheek aangelegd. In een tijdsbestek van dertig jaar gaf het honderdvijftig werken uit variërend van theoretische thema's en aanleg van tuinen tot kinderboeken. Daarnaast gaf het tussen 1975 en 1990 een internationaal tijdschrift uit.
Het Internationaal Centrum voor Stad, Architectuur en Landschap of Centre International pour la Ville, l’Architecture et le Paysage (CIVA) betrok in het jaar 2000 een nieuw complex met een oppervlakte van bij elkaar zevenduizend vierkante meter. Dit gebouw staat aan de Kluisstraat 55 in Elsene. In 2000 vestigden AAM en de Fondation pour l'Architecture zich in het nieuwe gebouw van CIVA.
Vervolgens openden de AAM en de Fondation pour l'Architecture in 2002 het Architectuurmuseum De Loge in een gebouw van een vrijmetselaarsloge was geweest, even verderop in de Kluisstraat 86. Hier bleef het gevestigd tot 2012.
In 2013 fuseerde de Fondatioin pour l'Architecture met AAM tot "Archieven en Museum van Moderne Architectuur" en vestigden ze zich opnieuw in het CIVA-gebouw op huisnummer 55. Het museum en de documentatieruimte is gevestigd op de begane grond van het gebouw van de CIVA.

## Fondation pour l'Architecture
De architect Philippe Rotthier was in 1986 de oprichter van de stichting Fondation pour l'Architecture. In deze jaren speelde zijn stichting een rol van betekenis in de verbreiding van een cultuur voor architectuur in België, omdat het diende als een plek waar mensen elkaar ontmoetten en over architectuur spraken en nadachten. In lijn hiermee werd in 1990 de Galerie over dit thema geopend. De verkiezing en uitreiking van de Philippe Rotthier-prijs, een Europese driejaarlijkse prijs sinds 1982, behoort eveneens tot de activiteiten van de stichting.
In 2000 vestigde de stichting zich in het pand van de CIVA. Sindsdien zijn de activiteiten gewijzigd en richt ze zich op de organisatie van grote exposities waarbij ze samenwerkt met de AAM. Met de exposities streeft de stichting na om minder bekende zaken uit de architectuur in België over het voetlicht te brengen bij een groter publiek. Daarnaast stimuleert ze architectuur, zowel zelfstandig als met het CIVA, door de organisatie van evenementen en andere bijeenkomsten, publicaties en wedstrijden. 
In 2002 verhuisden de stichting en de AAM, toen het Museum voor Architectuur La Loge werd opgericht. Ze keerden in 2013 terug naar het pand van de CIVA. Sindsdien zijn het museum en de archieven gecombineerd onder de naam Archieven en Museum van Moderne Architectuur.